# Barbara Tulliver
Barbara Tulliver (* vor 1985) ist eine US-amerikanische Filmeditorin.
Tulliver ist seit Mitte der 1980er Jahre als Editorin aktiv, dabei die ersten Jahre als Schnitt-Assistentin. Seit Anfang der 1990er Jahre ist sie als eigenständige Editorin tätig und wirkte bei mehr als 25 Produktionen mit.
2011 und 2013 wurde sie für ihre Arbeit an Too Big to Fail und Der Fall Phil Spector jeweils für einen Primetime Emmy nominiert.

## Filmografie (Auswahl)
- 1996: Last Exit Reno (Sydney / Hard Eight)
- 1997: Die unsichtbare Falle (The Spanish Prisoner)
- 2000: State and Main
- 2001: Heist – Der letzte Coup (Heist)
- 2002: Signs – Zeichen (Signs)
- 2004: Spartan
- 2006: Das Mädchen aus dem Wasser (Lady in the Water)
- 2008: Redbelt
- 2008: Ein verhängnisvoller Sommer (The Mysteries of Pittsburgh)
- 2009: Gesetz der Straße – Brooklyn’s Finest (Brooklyn´s Finest)
- 2011: Dream House
- 2011: Too Big to Fail – Die große Krise (Too Big to Fail)
- 2013: Der Fall Phil Spector (Phil Spector)
- 2014: Anarchie (Cymbeline)